# Oswald von Wolkenstein

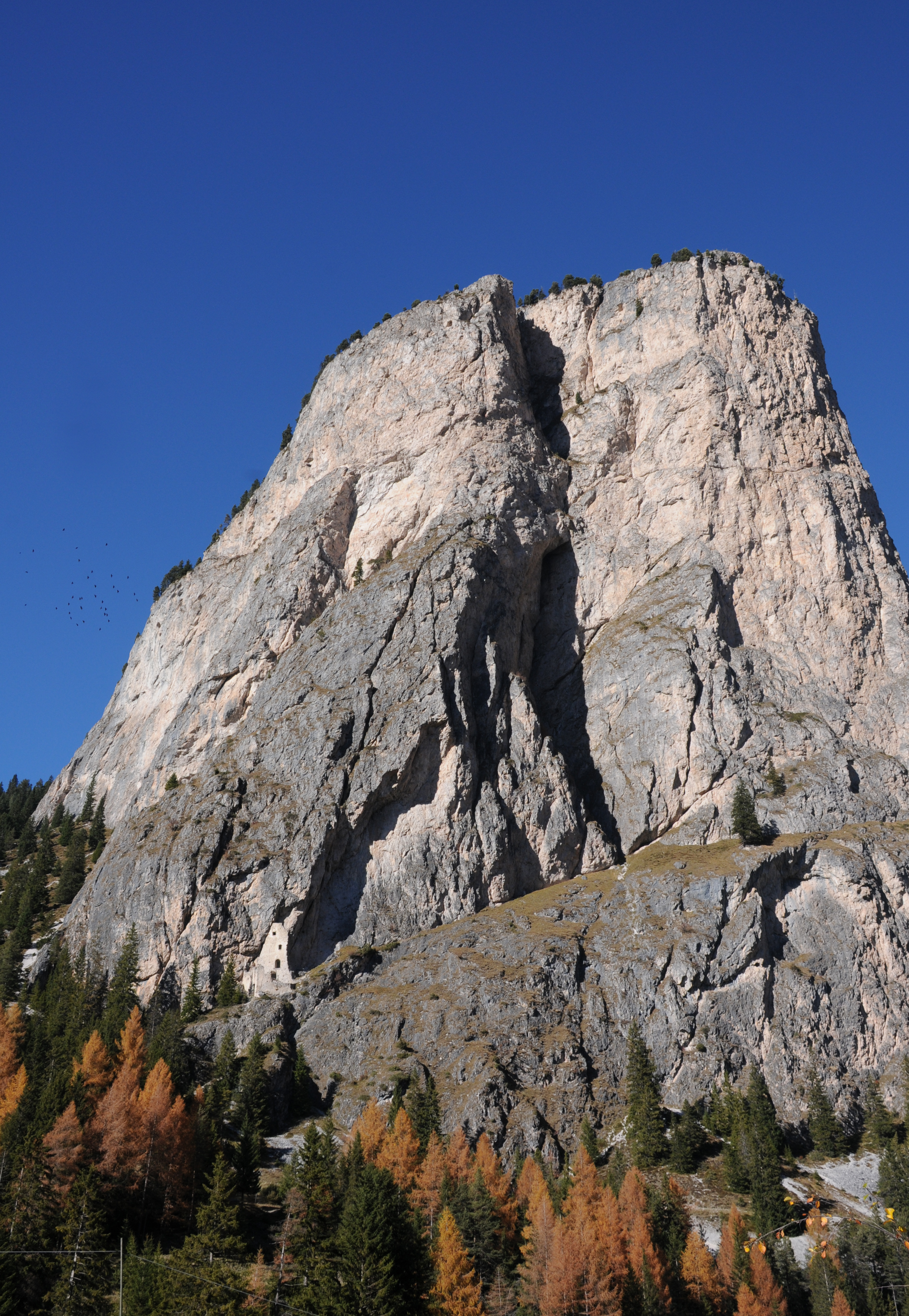
Núi Stavia với phần đổ nát của cung điện Wolkenstein, cung điện tổ tiên của gia đình Wolkenstein

Oswald von Wolkenstein (1376/1377-1445) là một nhà thơ và là một nhà ngoại giao. Với tư cách là một nhà ngoại giao, ông đã đi nhiều quốc gia châu Âu, thậm chí là còn sang Gruzia (điều này đã được nhắc đến trong Durch Barbarei, Arabia).
Ông được vinh danh bằng Vinh danh Chôn cất Linh thiêng, ông cũng được vinh danh bằng Huân chương Vang dội và Huân chương Rồng. Ômg sống một thời gian tại Seis am Schlern.

## Mắt phải của Oswald

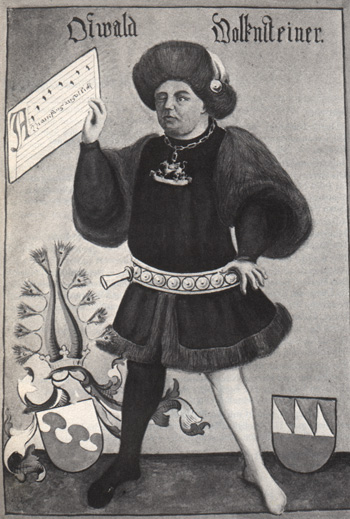
Một bức tranh về Oswald, rõ ràng có thể thấy mắt phải của ông đã đóng lại

Tất cả các bức chân dung về ông còn tồn tại cho đến bây giờ đã mô tả ông với con mắt phải bị đóng. Một cuộc kiểm tra trên hộp sọ của ông từ cuộc khai quật vào năm 1973 cho thấy rằng con mắt phải bị đóng bởi vì một dị tật bẩm sinh: hốc mắt phải của ông nhỏ hơn hốc mắt bên trái, điều đó có nghĩa là nhãn cầu bên phải của ông đã phải chịu áp lực liên tục, dẫn đến chuyện sụp mí mắt, hoặc là sự yếu cơ mắt bên phải. Tuy nhiên, Franz Daxecker đã kết luận rằng sụp mí mắt có lẽ đến từ việc có một chấn thương đã có từ tuổi thơ của Oswald. Theo cuốn tiểu sử về Oswald của Dieter Kühn, mắt phải của Oswald là hệ quả của một lần bắn cung trúng phải. Tuy nhiên thông tin này không đáng tin. Một thuyết khác được nhiều người yêu thích cho biết đôi mắt đã bị hỏng từ cuộc bao vây cung điện Greifenstein vào năm 1423, tuy nhiên nó cũng không hợp lý bởi vì một bức chân dung về Oswald được vẽ vào năm 1408 đã cho thấy rằng mắt của nhà soạn nhạc này đã bị hỏng.

## Danh hiệu
- Vinh danh Chôn cất Linh thiêng
- Huân chương Vang dội
- Huân chương Rồng

## Các sáng tác
Oswald là một trong những nhà soạn nhạc quan trọng nhất đầu thời kỳ Phục hưng ở Đức. Có ba chủ đề chính trong các tác phẩm của ông: chu du, Chúa và quan hệ tình dục. Các bài thơ của ông được tập hợp trong ba tập:
- MS A (Viên), 42 bài hát được hoàn thành vào năm 1425, và việc thêm 66 bài thơ từ 1427 đến 1436
- MS B (Innsbruck): 1432
- MS C (Innsbruck-Trostburg): 1450, bản sao chép của B.

Các tập hợp A và B được hoàn thành dưới sự giám sát của Oswald, và cả hai có mô tả về tác giả, thể hiện như là những tác phẩm đáng tin sớm nhất về một tác giả người Đức.

### Các tập
- [MS A] Oswald von Wolkenstein. Die Gedichte, ed. J. Schatz. 2nd ed. Göttingen 1904.
- [MS B] Die Lieder Oswalds von Wolkenstein, ed. K. K. Klein. 3rd ed. H. Moser, N. R. Wolf, N. Wolf, Tübingen 1987.
- [MS C] Die Gedichte Oswalds von Wolkenstein. Mit Einleitung, Wortbuch und Varianten, ed. B. Weber, Innsbruck 1847.
- Classen, Albrecht: The Poems of Oswald Von Wolkenstein: An English Translation of the Complete Works. (1376/77-1445) The New Middle Ages. Palgrave 2008, ISBN 978-0-230-60985-3